# Анар (Иран)
Анар (персијски: انار, такође романизован као Анар)   је град и главни град округа Анар, провинција Керман, Иран. Пописом становништва 2006. године било је 43.585 становника.  "Анар" на персијском значи нар.